# 通信教育
通信教育（つうしんきょういく）は、主に印刷物（および郵便）、ラジオ、テレビを用いて提供する教育のことである。離れた場所から提供する教育全般を指す概念、インターネットを利用した教育まで含めた用語としては遠隔教育があり、その意味では「通信教育」は遠隔教育の一部に位置づけられる。

## 概説
通信教育には、様々な種類があり、以下のようなものがある。
- 大学院通信教育
- 大学通信教育
- 高等学校通信教育
- さまざまな社会教育（簿記、手芸、ペン習字、漢字など）の通信教育（社会通信教育）
- 不登校にある児童・生徒などのための通信教育
- 学校から自宅までの距離があまりに離れた地に住む生徒・学生に教育を提供するために通信を用いるもの（遠隔教育）などがある。

## 米国

### 歴史
アメリカでは1874年に牧師ジョン・H・ヴィンセントが開設した夏期学校が通信教育を本格的に採用した。いわゆるショトーカ運動であり文理サークル(Chautauqua Literary and Scientific Circle）の登録者は家庭での読書や各地で読書サークルの組織だけでなく、小論文を本部に郵送して通信で添削を受けていた。ショトーカ運動における通信教育の独自のスキームは米国の大学過程にも影響を与えた。

### 大学教育
1892年に開学したシカゴ大学は全米で先駆けてエクステンションの専門部局を組織し、「講義教育（LectureStudy）」、「クラス教育（ClassWork）」、「通信教育（Correspondence Study）」の3部門の事業を導入した。クラス教育部門や通信教育部門でも正規の教育課程にほぼならぶ講義回数を課すことで一定の単位取得を可能とした。

## 日本

### 日本での歴史
国文学の賀茂真淵と本居宣長は生涯において直接対面したのは松阪の一夜限りだったが、以後手紙のやり取りで師弟として学問の継承、発展に寄与した。これもまた通信教育の一例とすれば通信教育の幅はかなり広いと考えられる。
明治時代になると東京専門学校（現早稲田大学）が『早稲田講義録』を発行し、尾崎行雄を会長とする大日本国民中学会が総合講義録を編纂出版し、貧しくて高等教育を受けられない人々に大いに活用された。
大正時代末期には、日本女子大学校は、同校内の女子大学講義発行所から「日本女子大学校通信教授、女子大学講義」を発行。「僅か一ヵ年半で家庭にて女子大学卒業の学力を得られる」、「学校で先生から学ぶのと少しも変わりはありません。解らぬ所は質問にお答え致します。毎日、些少の時間を割いて御勉強になれば僅か一ヵ年半の短日月にしかも最も低廉な学費で、家庭に居ながら大学卒業と同等の学力を得られ、教養ある当代の女性として立派に立つことができます。卒業者には卒業証書授与。」と宣伝した。
第二次世界大戦前は英語、電気、囲碁など様々な学問や教養の講義録が発行され中等・高等教育の大衆化に大いに寄与した。

### 日本の法令に基づく通信教育
日本においては学校教育法と社会教育法にて通信教育について定められている。
- 学校通信教育 - 学校教育法に基づく通信教育
  - 大学通信教育 - 大学（短期大学・大学院を含む）の通信による教育
  - 高等学校通信教育 - 高等学校、中等教育学校の後期課程に置かれる通信制の課程
  - 特別支援学校の高等部の通信による教育
  - 中学校通信教育 - 中学校の通信による教育
  - 専修学校に置かれる通信制の学科
- 社会通信教育 - 社会教育法第7章に基づく、学校通信教育以外の通信教育
  - 認定社会通信教育（文部科学省認定社会通信教育） - 社会教育上奨励すべきものとして文部科学大臣が認定したもの
  - 一般の社会通信教育 - 認定社会通信教育以外のもの

### 社会通信教育
社会通信教育の概要
社会教育法第2条により、学校教育法等に基づき学校の教育課程として行われる教育活動を除く「主として青少年及び成人に対して行われる組織的な教育活動」のことを社会教育といい、これを通信により行うものを「社会通信教育」という。すなわち、日本で行われる通信教育のうち学校通信教育以外のものは社会通信教育となる。
社会通信教育は、学校教育に準じた形で一定のカリキュラムを編成し一定の目標を達成するために行われる通信教育で、青少年や成人に対して生涯学習として行われるものを指す。例えば、英検や漢検、土地家屋調査士等の資格取得を目指すもの、書道やペン習字、服飾、料理等の生活技術や教養の向上に資するもの、製図や統計、ビジネスマネジメント、品質管理等の職業技術の向上に資するものなど幅広い。中には秋田大学理工学部通信教育講座が行う資源工学や電気工学等の基礎を教授するという学校教育類似のものもある。
認定社会通信教育
社会通信教育のうち、社会教育上奨励すべきものとして学校や学校法人、社団法人、財団法人の行う通信教育で社会教育上奨励すべきものを社会教育法等の規定に基づき文部科学大臣が認定したものを認定社会通信教育（文部科学省認定社会通信教育）という。専門知識や生活や健康維持に役立つ、教養や趣味の講座も多く認定され、各種社会通信教育の普及活動等を通じて、生涯学習から職業能力養成まで幅広く普及奨励を図っている。認定社会通信教育の実施者は実施要領などを定めなければならず、文部科学省は実施者を指導し監督する。また、認定社会通信教育の講座に係わる郵便は第四種郵便物も適用される。
認定社会通信教育は、平成30年11月現在で26団体110課程が設置されており、事務系42課程、技術系29課程、生活技術・教養系39課程で行われている。
認定社会通信教育では通常は学歴、性別を問わず、入学試験も課さないが、講座によっては成年でなければならない程度の年齢の制限がある。また、昨今では情報通信による手段、いわゆるe-ラーニングによるものも増えつつある。
大学や大学設置学校法人が実施しているものについては、大学通信教育#認定社会通信教育の項目も参照。
社会通信教育協会
社会通信教育の関連団体に一般財団法人社会通信教育協会があり、これは文部科学省認定社会通信教育課程を設置する学校法人、財団法人、社団法人などの公益法人によって、文部科学省認定社会通信教育の振興を図ることを目的に設置されている。
以前は、札幌情報技術学院インターネットカレッジ、自衛隊援護協会、財団法人日本通信美術学園、なども社会通信教育を行っていた。
一般の社会通信教育
認定社会通信教育以外の一般の社会通信教育も行われており、通信教育の実施にあたって認可や登録等も必要なく、民間企業により実施されている講座も多数あり広く普及している。また、厚生労働省所管の教育訓練給付制度指定講座など他省庁や公的機関が認定する講座も多数あるが、それらを除けば実施団体や教育内容等について法令による詳細な定めもない。
数十種類以上の幅広い講座を開設している事業者としては、ユーキャン、学文社（がくぶん）、SARAスクール、諒設計アーキテクトラーニング、日本創芸教育（日本園芸協会）、キャリアカレッジジャパン（キャリカレ）、ヒューマンアカデミー、アガルート等がある。またベネッセコーポレーション（進研ゼミ）やZ会など、児童・生徒向けの通信教育を主とする事業者も含まれる。

### その他通信教育
その他、教育職員免許法施行規則には、免許法認定通信教育が規定されている。